# Перес, Альфредо
Альфредо Рикардо Перес (исп. Alfredo Ricardo Pérez; 10 апреля 1929 — 23 августа 1994) — аргентинский футболист, защитник.

## Клубная карьера
Альфредо Перес начинал свою футбольную карьеру в 1949 году в клубе «Росарио Сентраль». В 1950 году Перес переходит в «Ривер Плейт», вместе с которым он 5 раз становился чемпионом Аргентины.

## Международная карьера
Альфредо Перес попал в состав сборной Аргентины на Чемпионат мира 1958 года. Однако из 3-х матчей Аргентины на турнире Перес не появился на поле ни в одном из них: в матчах против сборных ФРГ, Северной Ирландии и Чехословакии.

## Достижения
«Ривер Плейт»
- Чемпионат Аргентины (5): 1952 (чемпион), 1953 (чемпион), 1955 (чемпион), 1956 (чемпион), 1957 (чемпион)